# T40ウイズバン
ロケット発射器T40/M17（ウイズバン）とは戦車に装着する多連装ロケット発射器である。この兵器は第二次世界大戦中にアメリカ陸軍が使用した。発射器はM4中戦車の頂部に配置されており、20連装の発射管から7.2インチ（口径180mm）のT37 HE爆破ロケット、またはT21化学戦ロケットの弾幕を撃ち出した。この兵器は第二次世界大戦の末期に開発され、使われている。少数が1944年から1945年の戦闘に投入された。また試験的な派生型として、T40を短縮化した発射器も1基が開発されている。

## 設計
このT40/M17 ウイズバンロケット発射器は、箱状のフレーム内部に20発の7.2インチロケットを装填できた。発射器は75mm砲身のコントロールに伴い、油圧で俯仰させることができた。もし必要があれば発射器全体の投棄が可能であり、75mm砲は通常通りに使うことができた。発射器内のロケット弾は、1回に1発を撃ち出すか、または複数発の斉射ができた。T40は「限定的な調達」兵器であり、後にこれは「準制式」に分類された。

## 戦歴
1944年から1945年のいずれの投入でもこの車輌の数はわずかであった。これらの車輌はDデイでの投入を企図したものだったが、試験は遅延し、Dデイの作戦計画に組み込むには最終モデルの完成が遅きに失した。また試験では、ロケット弾が乗員ばかりでなく戦車の周辺にいる人々にも危険となる可能性が示された。1944年、海兵隊ではマリアナ・パラオ諸島の戦いでの投入の可能性を検討したものの、実際の作戦では用いられることがなかった。
その後陸軍は、第743戦車大隊所属の計30両のシャーマンにこのシステムを装備し、1944年12月にベルギーで計画されていた作戦に投入することを計画した。この作戦は最終的に、12月16日にアルデンヌでドイツ軍の攻勢が行われ、T40を前線から撤収させた事で中止となった。そしてT40は、大戦終結まで北イタリアで使われることとなった。その後、陸軍は余剰品を使用できるよう試み、1,000基の改修キットの許可を得たが、たった2両のみが改修されたに留まった。さらなる遅延により計画は放棄されることとなった。

## T40 (短砲身バージョン)
T40 (短砲身バージョン) はT40の試作版であり、主砲を撤去し発射器の身管を短縮している。この撤去された主砲はロケット発射器の俯仰機構と交換された。改造に際してM4A2シャーマンが用いられており、この車輌の側面には乗員のためのアクセスドアが追加された。